# Coni Marino
Coni Marino (Buenos Aires, Argentina; 16 de enero de 1968) es una actriz, cantante, directora teatral, coreógrafa y autora argentina. Es conocida por sus papeles en las telenovelas Zíngara, Luna salvaje y Muñeca brava y Floricienta.

## Carrera
De muy chica estudió canto desde los 14 años  y actuación. Estudiosa en su juventud, hizo un curso de arte chino y un curso de Historia del Canto Popular Latinoamericano. Comenzó a estudiar danza a los 19 años que fue desde las danzas contemporánes hasta el flamenco, jazz y el tango.
De extensa trayectoria artística, Marino se destacó en roles de reparto en la pantalla chica argentina en decenas de tiras de gran éxito, algunas de ellas en las que se destacó fueron Nano, Muñeca brava, Rebelde Way, Floricienta, Sos mi hombre, El maestro y Sandro de América; y en sus papeles de villanas en Zíngara junto a Andrea del Boca y Gabriel Corrado, Mía solo mía nuevamente con Andre del Boca y con Pablo Echarri,  y Luna salvaje, con Gabriel Corrado, Millie Stegman y Carina Zampini, entre muchos otros.
En cine trabajó bajo la dirección de Pino Solanas, Luis Puenzo, Silvio Fischbein, Carlos Orgambide, José Glusman, Flavio Nardini y Cristian Bernard,  Mariano Dawidson, Rodolfo Durán, Martín Riwnyj y Karina Kracoff. Actuó en películas como La puta y la ballena, con Leonardo Sbaraglia, Aitana Sánchez Gijón y Miguel Ángel Solá; Tus ojos brillaban con Fabián Gianola, Miguel Ángel Rodríguez y Laura Oliva; Solos con  Adrián Navarro y Sergio Boris; Regresados junto a Luciano Cazaux, Vecinos donde compartió pantalla con grandes como Tina Serrano, Mercedes Funes, Juan Minujín, Antonio Hugo, Sergio Boris e Hilda Bernard; Domingo de Ramos con Gabriel Goity, Gigi Rua y Mauricio Dayub; Koan junto a Claudio Giovannoni; Mala fortuna con Rubén Ballester y Douglas Vinci, entre muchas otras.
Se inició en teatro en 1991 con la obra Drácula bajo la dirección de Pepe Cibrián. En su labor teatral incluye obras de teatro musical como La novicia Rebelde, Las mujeres de Fellini, NIine, Cat's , entre otras, así como obras clásicas como La dama duende, de Calderón de La Barca bajo la dirección de Daniel Suárez Marzal y obras dramáticas como Par´Elisa, de J. Palant, Punto de viraje, de y dirigida por Susana Torres Molina. Integró el elenco e la obra "COACH" de Jose Glusman bajo la dirección de Manuel G. Gil , junto a Manuel Callao y Pablo Alarcón en el teatro de La Comedia. Compartió escenario con grandes figuras de la escena nacional como Adela Gleijer, Emilio Bardi, Elena Roger y Mirta Wons.
Además se desempeña como docente en el Centro Cultural San Martín y en el Centro Cultural Ricardo Rojas. Actualmente estudia la carrera de sociología.

## Televisión
| Año       | Título                               | Rol                                  | Canal       | Notas                          |                    |
| --------- | ------------------------------------ | ------------------------------------ | ----------- | ------------------------------ | ------------------ |
| 1994      | Nano                                 | María del Carmen "Maricarmen" Espada | Canal 13    | Reparto principal              |                    |
| 1995      | Hola papi!                           | Carola                               | Canal 13    | Participación especial         |                    |
| 1995      | 90-60-90 Modelos                     | Coni                                 | Canal 9     | Reparto secundario             |                    |
| 1996      | Como pan caliente                    | Carolina                             | Canal 13    | Participación especial         |                    |
| 1996      | Zingara                              | Viviana López/Carolina               | Telefe      | Reparto secundario             |                    |
| 1996-1997 | Verdad consecuencia                  | Ivone                                | Canal 13    | Participación especial         |                    |
| 1997      | Mía solo mía                         | Mariana Zamorano                     | Telefe      | Reparto secundario             |                    |
| 1998      | Muñeca brava                         | Laura                                | Telefe      | Participación especial         |                    |
| 1998      | La condena de Gabriel Doyle          | Lita                                 | Canal 9     | Reparto principal              |                    |
| 1998-1999 | Gasoleros                            | Cecilia                              | Canal 13    | Participación especial         |                    |
| 2000      | Campeones de la vida                 | Florencia Ahumada                    | Canal 13    | Participación especial         |                    |
| 2000-2001 | Luna salvaje                         | Lucía Arismendi                      | Telefe      | Participación especial         | Reparto secundario |
| 2001      | El sodero de mi vida                 | Constanza                            | Canal 13    | Participación especial         |                    |
| 2002-2003 | Rebelde Way                          | Dolores Mitre                        | Canal 9     | Recurrente                     |                    |
| 2004      | Mosca y Smith                        | Angela                               | Telefe      | Participación especial         |                    |
| 2005      | Floricienta                          | Julia Guerrero                       | Canal 13    | Recurrente                     |                    |
|           | 1/2 falta                            | Mara                                 | Canal 13    |                                |                    |
| 2006      | Mujeres asesinas 2                   | Amiga de Nélida                      | Canal 13    | Ep: "Nélida, tóxica"           |                    |
| 2006      | Casados con hijos                    | Carla / Carlos                       | Telefe      | Ep: "Una vieja traba familiar" |                    |
|           | Amas de casa desesperadas            | Pilar                                |             | Participación especial         |                    |
| 2007      | Romeo y Julieta                      | Lucero                               | Canal 9     | Recurrente                     |                    |
| 2007      | Mujeres de nadie                     | Diana Santini                        | Canal 13    | Recurrente                     |                    |
| 2007-2008 | Casi ángeles                         | Mercedes                             | Telefe      | Participación especial         |                    |
| 2008      | Tinta Argentina                      | Betina                               | Canal 7     | Participación especial         |                    |
| 2008      | Champs 12                            | Lucía Vito                           | América TV  | Reparto secundario             |                    |
| 2011      | Tiempo de pensar                     | Gabriela                             | TV Pública  | Ep: "Milagros"                 |                    |
| 2011      | Adictos                              | Olga                                 | Canal 10    | Ep: "En familia"               |                    |
| 2012      | Sos mi hombre                        | Helena Ochoa                         | Canal 13    | Recurrente                     |                    |
| 2013      | Farsantes                            | Elsa                                 | Canal 13    | Participación especial         |                    |
| 2015      | Entre canibales                      | Leonela Pradon                       | Telefe      | Recurrente                     |                    |
| 2015      | Esmeralda                            | Antonia Maidana                      | Fox Life    | Reparto secundario             |                    |
| 2016      | Círculos                             | Clara                                | América TV  | Reparto secundario             |                    |
| 2017      | El maestro                           | Roberta Ulrich                       | Canal 13    | Recurrente                     |                    |
| 2017      | Quiero vivir a tu lado               | Laura de Laprida                     | Canal 13    | Participación especial         |                    |
| 2018      | Sandro de América                    | Visitante entrerriana                | Telefe      | Participación especial         |                    |
| 2019      | Argentina, tierra de amor y venganza | Aurora Valdés                        | Canal 13    | Participación especial         |                    |
| 2022      | Porno y helado                       | Gladis                               | Prime Video | Participación especial         |                    |

## Filmografía
| Año  | Título               | Rol                 | Notas        |
| ---- | -------------------- | ------------------- | ------------ |
| 2023 | Complejo de algo     | Claudia             | Cortometraje |
| 2020 | Mala fortuna         | Isabel              |              |
| 2015 | La sangre del cuello | Lorena Arredondo    |              |
| 2014 | Koan                 | Fiora               |              |
| 2014 | El ultimo pasajero   | Patricia            |              |
| 2012 | La ceceria           | Mina                |              |
| 2010 | Domingo de Ramos     | Gitana              |              |
| 2008 | Vecinos              | Tatiana             |              |
| 2007 | Sultanes del Sur     | Rosa                |              |
| 2007 | Regresados           | Melina              |              |
| 2006 | Solos                | Lorena              |              |
| 2003 | Tus ojos brillaban   | Josefina            |              |
| 2003 | La puta y la ballena | Prostituta          | Cameo        |
| 2001 | Tuve tu amor         | Laura               | Cortometraje |
| 1991 | El viaje             |                     |              |
| 1991 | El acompañamiento    | Invitada en la boda | Cameo        |

## Teatro
Premio TRINIDAD GUEVARA como mejor actriz de repato 2023, por la obra "La cabeza de Goliat, Pasolini Caavaggio, hombre del calro oscuro"
Como actriz o cantante:
- "Personas, lugares y cosas"(Complejo teatral bs as-Teatro Sarmiento)
- "La pasion según Magdalena"(teatro Ateneo)
- "La cabeza de Goliat, Pasolini Caavaggio, hombre del claro oscuro".( Teatro Tadron)
- "Reflejos infieles"( Teatro El extranjero)

- Ella le gana.
- Mientras se vuelan los campos
- Tiempo y silencio .
- Macbeth, yo no me voy a morir.
- Ciclo de Tango y Café Concert
- Coach
- Escucha Lo Que Te Digo... No solo Tango
- Sábado a la noche
- Encuentro en Roma
- Que el sol de la escena queme tu pálido rostro
- La gota que horada la piedra
- Todos los artistas
- Deportados de Neverland
- Las mujeres de Fellini
- La Novicia Rebelde
- La gran magia
- Medea
- Los siete locos
- Pepino el 88
- La foto. Estampas de un baby shower
- Par' Elisa
- Serena danza del olvido
- Punto de viraje
- El guapo [5]
- Las Papusas [6]
- La milonga
- Me gusta y me marea
- El Pelele
- Viudas
- Nine
- Drácula
- Mientras se vuelan los campos
- Encuentro en Roma
- El diez entre el cielo y el infierno[7]

Como autora:
- Ella le gana.
- Tiempo y silencio.
- Ciclo de Tango y Café Concert
- Escucha Lo Que Te Digo... No solo Tango

Como productora ejecutiva:
- Escuchá lo que te digo

Vestuario:
- Pena maleva

Coreografía:
- Trabajos de Amor Perdidos